# Lactarius flexuosus
Lactarius flexuosus é um fungo que pertence ao gênero de cogumelos Lactarius, da ordem Russulales. Encontrado na Europa, foi descrito cientificamente em 1821 pelo micologista sul-africano Christiaan Hendrik Persoon e pelo botânico britânico Samuel Frederick Gray.